# Стодневно настъпление
Стодневното настъпление (8 август – 11 ноември 1918 г.) е поредица от големи офанзиви на Антантата, които слагат край на Първата световна война. Започвайки с битката при Амиен на Западния фронт, силите на Антантата изтласкват назад войските на Централните сили, завземайки придобивките им от Пролетното настъпление. Германците се изтеглят до линията „Хинденбург“, но съглашенците я пробиват с поредица от победи. Офанзивата на фона на Германската революция довежда до подписването на Компиенското примирие на 11 ноември 1918 г., с което Първата световна война приключва с победа за Антантата.

## Контекст
Пролетното настъпление на германската имперска армия по Западния фронт започва на 21 март 1918 г. с операция „Михаел“ и постепенно отслабва до месец юли. Германците достигат река Марна, но не успяват да постигнат победата, която би решила войната. Когато операция „Марна-Реймс“ приключва през юли, върховният главнокомандващ на Съюзниците на Западния фронт, Фердинанд Фош, нарежда контраофанзива, станала известна като Втората битка при Марна. Немците осъзнават неблагоприятното си положение и се изтеглят на север от Марна.
След като германците губят импулса си, Фош започва да счита, че е дошло времето офанзивата да бъде предприета от съглашенците. Американският експедиционен корпус на генерал Джон Пършинг вече се намира във Франция и включва много войници, което подтиква Съюзниците напред.:с. 472 Пършинг иска да използва армията си като независима сила. Британският експедиционен корпус получава големи подкрепления, завърнали се от Синайско-Палестинската кампания и Италианския фронт.:с. 155
Редица предложения са отправени към Фош и той се съгласява с това на британския фелдмаршал Дъглас Хейг, което предвижда настъпление към река Сома, източно от Амиен и югозападно от мястото на битката при Сома от 1916 г., за да се изтласкат германците далеч от важната железопътна линия Амиен – Париж.:с. 472 Сома е избрана, тъй като представлява границата между Британския експедиционен корпус и френската армия, позволявайки на двете армии да си кооперират. Теренът на Пикардия е благоприятен за танкове, а защитата на немската 2-ра армия на генерал Георг фон дер Марвиц е отслабнала, след като е била бомбардирана продължително от австралийците в хода на т. нар. „мирно проникване“.

## Битки

### Настъпление в Пикардия

#### Битка при Амиен
Битката при Амиен се разразява на 8 август с нападението на над 10 съглашенски дивизии (австралийски, британски, канадски и френски) и над 500 танка.:с. 497 Чрез внимателна подготовка, силите на Антантата изненадват противника.:с. 20,95 Атаката е водена от британската 4-та армия и прониква зад германската линия, докато танкове атакуват немския тил, всявайки паника и объркване. Към края на деня вече се е образувала 24-километрова пролука в германския фронт при Сома. Силите на Антантата пленяват 17 000 души и 339 оръдия. Общите немски загуби са оценени на около 30 000 души, докато съглашенците губят 6500. Упадъкът на германския морал кара Ерих Лудендорф да нарече датата „Черният ден на германската армия“.:с. 20,95
Настъплението продължа през следващите три дни, но без зрелищните резултати от 8 август, тъй като бързото напредване изпреварва поддържащата артилерия и не разполага с достатъчно провизии. През това време съглашенците успяват да спечелят 19 km, като повечето от тях са завзети още на първия ден, тъй като пристигането на немски подкрепления след това забавя прогреса на Антантата. На 10 август германците започват да се изтеглят клина, който успяват да създадат по време на операция „Михаел“ през месец март, обратно към линията „Хинденбург“.

### Сома
На 15 август Фош поисква от Хейг да продължи офанзивата при Амиен, макар нападението да запада, тъй като войските изпреварват артилерията и доставките си, докато германските резерви се мобилизират към сектора. Хейг му отказва и започва подготовката на нова офанзива с 3-та армия при Албер, която настъпва на 21 август.:с. 713 – 4 Офанзивата му е успешна и изтласква немската 2-ра армия по 55-километров фронт. Градчето Албер е превзето на 22 август. На юг, френската 10-а армия напада на 17 август, превземайки град Ноайон на 29 август. На 26 август британската 1-ва армия напада северно от първоначалната офанзива. С това, град Бапом е завзет на 29 август.

### Настъплението към линията „Хинденбург“
На фона на разпокъсаната фронтова линия избухват поредица от битки, докато съглашенските сили изтласкват немците назад към линията „Хинденбург“. Източно от Амиен, британската 4-та армия продължава настъплението си с новодоставени артилерия и провизии, а австралийците преминават река Сома през нощта на 31 август. На 26 август, северно от Сома, 1-ва армия преминава в атака близо до Арас.
Южно от британците, френската 1-ва армия наближава линията „Хинденбург“ в покрайнините на Сен Кантен към 10 септември,:с. 128 – 9 а френската 10-а армия приближава линията близо до Лаон към 14 септември.:с. 125 Британската 4-та армия настъпва към линията „Хинденбург“ по канала на Сен Кантен на 18 септември.

### Битки при линията „Хинденбург“
Фош планира поредица от концентрични атаки по германските линии във Франция, като предвижда няколко оси за настъпление срещу немските странични комуникации, надявайки се една успешна атака да доведе до отстъпление по целия германски фронт.:с. 205 – 6 Главната немска отбрана е концентрирана по линията „Хинденбург“ и представлява редица от защитни фортификации, простиращи се от Серни-ан-Лаоноа до Арас. Преди Фош да предприеме голямата си офанзива, останалите немски клинове на запад и изток от линията са разбити при Авренкур и Сен Миел на 12 септември и при Епеи и Канал дю Нор на 27 септември.:с. 217
Първата атака от голямата офанзива започва на 26 септември, когато френските и американските войски предприемат Мьоз-Аргонското настъпление. На 28 септември групата армии на
Албер I (включваща белгийската армия, британската 2-ра армия и френската 6-а армия) напада района на Ипър във Фландрия. И двете атаки напредват значително в началото, но след това забавят хода си покрай недостига на провизии. Голямата офанзива включва военни действия по труден терен, поради което линията „Хинденбург“ пада сравнително късно – към средата на октомври.
На 29 септември започва централното нападение срещу линията „Хинденбург“, когато британската 4-та армия (включваща британски, австралийски и американски войски) напада канала на Сен Кантен, а френската 1-ва армия атакува укрепления около Сен Кантен. Към 5 октомври съглашенските сили са преминали през цялата дълбочина на отбранителните съоръжения по линията „Хинденбург“ по 31-километров фронт.:с. 123 Генерал Хенри Роулинсън пише: "Ако германците не бяха показали признаци на упадък през изминалия месец, аз никога нямаше и да си помисля да атакувам линията „Хинденбург“. Ако тя бе отбранявана от германците отпреди две години, то тогава със сигурност щеше да бъде непревземаема.".
На 8 октомври, британските 1-ва и 3-та армии проникват през линията „Хинденбург“ при Камбре. Това принуждава германското върховно командване да приеме, че войната трябва да приключи. Признаците за упадъка на немския морал убеждават много от съглашенски командири и политически водачи, че на войната може да бъде сложен край още същата година. До този момент, всички усилия са концентрирани в натрупването на достатъчно войски, с които да се предприеме пълномащабна и решителна офанзива през 1919 г.

### Последващи действия
През октомври, германските армии отстъпват през териториите, които са покорили още през 1914 г. Антантата изтласква немските войски към железопътната линия Мец – Брюге, по която минават доставките към Северна Франция и Белгия през голяма част от войната. Когато съглашенските сили достигат тази линия, германците са принудени да изоставят все по-големи количества оборудване и провизии, което допълнително подкопава морала им и способността им да се съпротивляват.
И двете страни губят много хора. Ариергардни действия се водят в битките при Сел (9 октомври), при Куртре (14 октомври), при Мон-д'Орини (15 октомври), при Сел (17 октомври), при Лис и Еско (20 октомври), при Сер (20 октомври), при Валенсиен (1 ноември), при Самбър (4 ноември), при Тиераш (4 ноември) и при Гран Онел (5 ноември), като боеве продължават до последните минути преди подписването на Компиенското примирие в 11:00 часа на 11 ноември 1918 г. Последният загинал войник е американецът Хенри Гюнтер, който намира смъртта си една минута преди влизането в сила на примирието.